# Klorpromazin

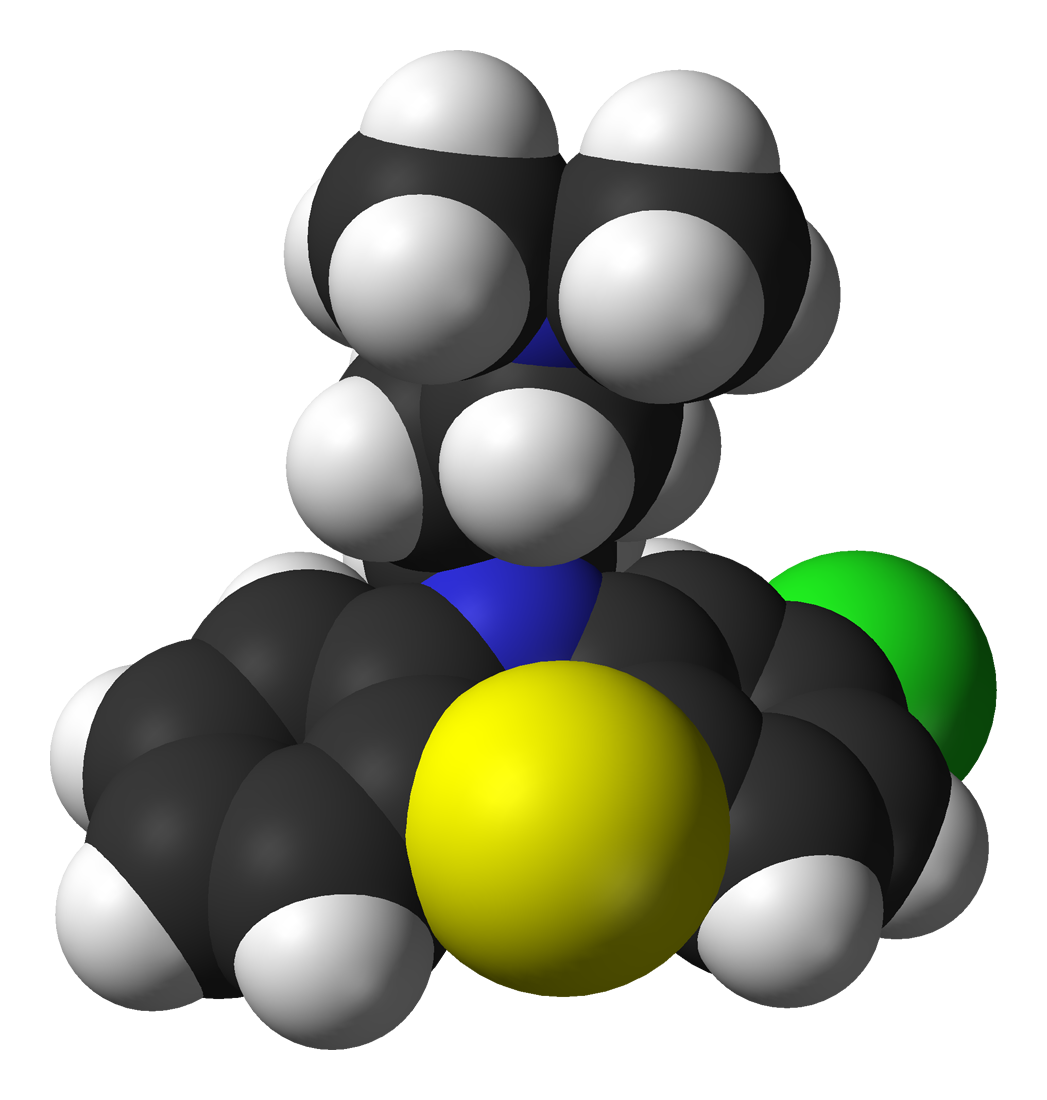
Molekylmodell för klorpromazin (summaformel: C_{17}H_{19}ClN_{2}S

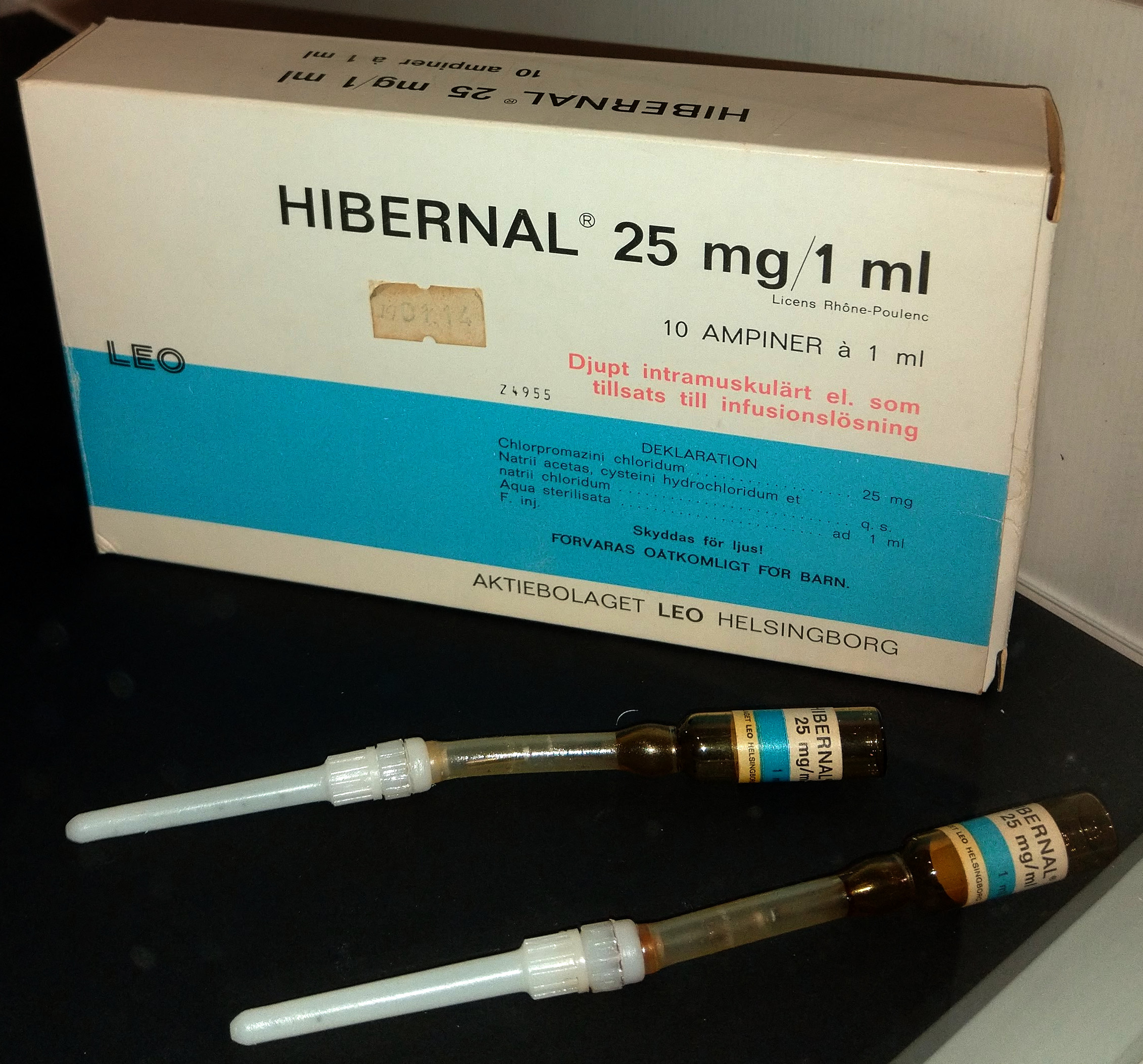
Hibernal från Leo Läkemedel AB var ett vanligt förekommande varumärke för klorpromazin inom vården i Sverige. Denna förpackning från Sankt Lars sjukhus är utställd på Livets museum i Lund.

Klorpromazin är ett antipsykotiskt läkemedel inom gruppen typiska antipsykotika och dämpar psykotiska symtom vid till exempel schizofreni.
Klorpromazin har sedativ och antiemetisk effekt (förhindrar illamående). Preparatet förstärker effekten av analgetikum. Klorpromazin hade omfattande biverkningar. 
Klorpromazin blockerar bland annat dopamin D2-receptorn kraftigt, vilket förklarar vissa biverkningar.

## Farmakologi
Kemiskt sett är klorpromazin ett fentiazinderivat och fentiaziner var det första antipsykotikumet.
Blockeringen av dopamin D2-receptorer förmedlar antipsykotisk aktivitet men kan orsaka extrapyramidala bieffekter (EPS). Det upptäcktes med atypiska antipsykotika ett annat sätt att få lägre incidens av EPS där dopamin D2-receptorerna fortfarande blockerades.
Klorpromazin binder till muskarina kolinerga receptorer och binder till NMDA-receptorn där det blockerar NMDA-receptorn.
Det verkar också på alfa-1-adrenerga receptorer och histamin H1-receptorer.

## Effektivitet
I en jämförande studie från 2013 där 15 antipsykotiska mediciner studerades avseende effektivitet i behandling av schizofrena symtom, uppvisade klorpromazin mild–standard-effektivitet.

## Biverkningar
De vanligaste biverkningarna är extrapyramidala bieffekter, sömnighet, muntorrhet, blodtrycksfall och ökad kroppsvikt. Allvarliga biverkningar är tardiv dyskinesi, malignt neuroleptikasyndrom och minskat antal vita blodkroppar. Det finns fall av agranulocytos beskrivna.

## Historik
Klorpromazin sågs som en revolution inom psykiatrin när den kom då sjukvården fick ett effektivt, icke kirurgiskt (lobotomi) verktyg att behandla och dämpa personer med psykosrelaterade sjukdomar. Klorpromazin har kallats "kemisk lobotomi".
Substansen utvecklades år 1949 av Rhône-Poulenc som antihistamin men även med mål att inneha den antipsykotiska aktiviteten. Klorpromazin är som en slags antihistamin och testades först år 1949 som ett bedövningsmedel på soldater av den franska kirurgen Henri Laborit. Henri Laborit märkte att patienter blev betydligt lugnare och läkemedlets effekt bekräftades när det ett par år senare gavs till en man som hade mani. Klorpromazins lindrande inverkan på psykoser upptäcktes under tidigt 1950-tal och var det första läkemedlet med sådana egenskaper.
Klorpromazin var det första typiska antipsykotiska läkemedlet och utarbetades av ett forskarlag under tillfällig ledning av Paul Charpentier hos Rhône-Poulenc inte långt efter andra världskriget.
Man fick ihop en kemisk substans som kan mota bort psykoser men blev obehaglig (likt andra tidigare behandlingsmetoder) på grund av en väldigt ofördelaktig biverkningsprofil vilket ansågs bero på dess kemi. Vidare forskning skedde för att få fram skonsammare preparat.
Få läkemedel har fått så mycket uppmärksamhet som klorpromazin. Nära 500 publikationer gjordes under de två första åren av användning av medicinen och i slutet av år 1953 fanns 417 skrifter rörande klorpromazin. Av dessa kan nämnas 74 som ägnades åt dess farmakologi och 160 åt användning vid anestesi och kirurgi. Resten handlade om användningen i obstetrik, gynekologi, patologi och pediatrik.
Klorpromazin godkändes av FDA den 26 mars 1954. Klorpromazin började användas i Sverige år 1955 och försvann cirka 2007 (den 31 oktober 2006 fattades beslutet om att klorpromazin skulle avregisteras).
I slutet av 1940- och början av 1950-talet hade andra fentiaziner, främst lergigan, börjat användas som lugnande och antiallergiska mediciner och används fortfarande.
Efterföljaren till klorpromazin är levomepromazin.
Klorpromazin (Hibernal) gör patienten mycket känslig för solljus, därför användes inom psykiatrin ofta s.k Hibernalhattar, en sorts stråhatt, som skulle skydda exponerad hud från direkt solljus då detta medförde hudmissfärgning och eventuellt allergiska reaktioner som följd av medicineringen.

## Namn
Klorpromazin marknadsförs internationellt under namn som: Hibernal, Hibanil, Klorpromex, Largactil, Largaktyl, Megaphen, Promacid, Chloractil, Chlorazin, Sonazine, Marazine, Propaphenin, Taroctyl, Thorazine, Torazina och Promapar.